# دیه‌گو دی سوزا گاما سیلوا
دیه گو دی سوزا گاما سیلوا (به پرتغالی: Diego de Souza Gama Silva) هافبک اهل برزیل است که در شهر ایالت سائوپائولو و در تاریخ ۲۲ مارس ۱۹۸۴ به دنیا آمده‌است.
دیه گو دی سوزا گاما سیلوا در تیم‌های فوتبال پالمیراس سابقهٔ حضور دارد.